# Meristema

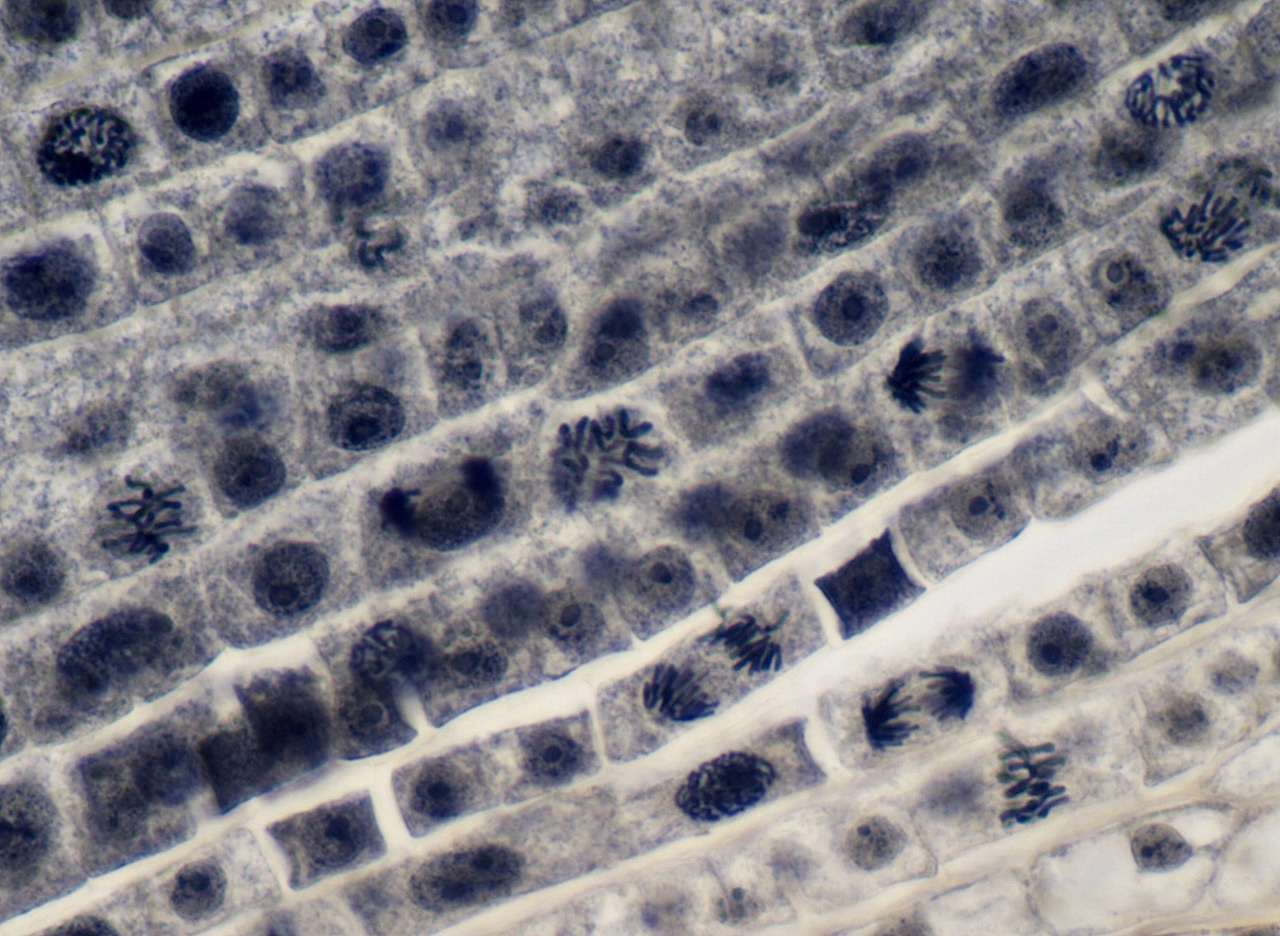
Meristema radicale di cipolla al microscopio ottico

Il meristema è un tessuto vegetale le cui cellule mantengono (o riprendono dopo il differenziamento) la capacità di dividersi per mitosi per originare nuove cellule. Ogni cellula meristematica deriva da un'altra cellula meristematica. La loro funzione è paragonabile a quella delle cellule staminali negli animali. 
Il termine, dal greco μερίζειν (merìzein= dividere), in riferimento alla sua funzione specifica, fu utilizzato per primo dal botanico svizzero Karl Wilhelm von Nägeli (1817-1891) nel suo testo "Beiträge zur Wissenschaftlichen Botanik" nel 1858.
Sulla base della loro origine (ontogenesi) si distinguono:
- tessuti meristematici primari che derivano dalle cellule dell'embrione;
- tessuti meristematici secondari che derivano da cellule adulte già differenziate che, in un secondo tempo, riacquistano la capacità di dividersi persa con la specializzazione.

## Meristemi primari
Sono formati da cellule piccole (10-15 micrometri) che mantengono le caratteristiche "embrionali": sono isodiametriche e si mantengono del tutto appressate tra loro (senza spazi intercellulari), hanno parete costituita dalla lamella mediana e dalla parete primaria, sono ricche di citoplasma, normalmente mancano di vacuoli e sono corredate di nuclei molto grandi. Le sostanze di riserva sono praticamente assenti, mentre numerosi sono i ribosomi e i mitocondri (100-150 mitocondri per cellula), piccoli (1-2 micrometri) e con creste poco sviluppate. Sono presenti proplastidi e non ancora plastidi differenziati. Il compito dei meristemi primari è quello di far crescere la pianta in lunghezza (altezza).
A seconda della loro localizzazione si definiscono:
- meristemi apicali quelli localizzati negli apici del fusto e della radice ;
- meristemi intercalari o residui se sono distribuiti tra i tessuti definitivi adulti (es. a livello dei nodi nel fusto delle Poaceae dove contribuiscono alla rapida crescita dei fusti o alla ricrescita a seguito di un danneggiamento).

I meristemi apicali si differenziano originando dei tessuti ancora meristematici, che a seconda della loro posizione all'interno degli organi origineranno i tessuti adulti. Questi tessuti sono: 
- meristema fondamentale, che origina i parenchimi midollari;
- protoderma che dà origine ai tessuti dell'epidermide;
- procambio che sviluppa il tessuto vascolare (xilema e floema primari).

## Meristemi secondari
I tessuti meristematici secondari hanno in comune con quelli primari la capacità di moltiplicazione cellulare per mitosi e di produzione di cellule destinate a diventare adulte, ma struttura cellulare e disposizione sono molto diverse dai meristemi primari:
1. dimensioni maggiori, forma allungata secondo l'asse longitudinale dell'organo e appiattite;
2. pareti, costituite da emicellulose e pectine, non tutte eguali: le radiali più spesse delle tangenziali;
3. cellule ampiamente vacuolizzate;
4. nucleo non molto voluminoso, allungato secondo l'asse maggiore della cellula.

La divisione delle loro cellule avviene secondo piani che si mantengono paralleli alla superficie dell'organo (fusto o radice), dando origine a una sua crescita in spessore.
Due sono i principali tipi di cambi secondari:
- il cambio cribro-vascolare in posizione interna da cui si formano i tessuti conduttori, cioè xilema e floema secondari;
- il cambio suberofellodermico o fellogeno, posto in posizione esterna da cui ha origine la scorza, ovvero l'insieme di tessuti che riveste i fusti e le radici nella loro porzione legnosa (struttura secondaria).

Altri tessuti meristematici secondari non cambiali sono i meristemi avventizi e i meristemoidi. I meristemi avventizi sono responsabili della formazione dei tessuti cicatriziali e delle radici avventizie, che si originano dal fusto. I meristemoidi originano, ad esempio, le cellule stomatiche nell'ambito dell'epidermide.

## Utilizzi
In appropriate condizioni di coltura, i meristemi apicali (soprattutto quello del fusto) possono svilupparsi e originare una pianta completa che risulta un clone di quella di partenza. Questa riproduzione, detta asessuale, è una pratica di routine in agricoltura per ottenere repliche di un desiderato genotipo.